# ブレーヴェ
ブレーヴェ（英: breve）は、ダイアクリティカルマーク（発音区別符号）のひとつ。「ブリーヴ」とも呼ぶ。トルコ語、ベトナム語、ルーマニア語などのラテン文字を用いる言語や、ロシア語などのキリル文字を用いる言語で使用されるU字形の記号。
JIS X 0213ではブリーブと呼んでいる。

## 概要
元来はラテン語の学習時に短母音であることを示すために使われた補助記号であった。名称は「短く」を意味するラテン語「breve」（ブレウェ）に由来する。こうした由来から、日本語では短音記号と呼ぶこともある。とはいえ、実際には必ずしも「短音」を表すものとなってはいない。
なお、ブレーヴェと対をなす「長音記号」は、マクロン（ ¯ ）と呼ばれる。また、類似のダイアクリティカルマークに「ハーチェク」あるいは「キャロン」と呼ばれるもの（ ˇ 、形状に丸みのあるブレーヴェとは違い、下中央が尖っている）があるが関連性はなく、混同してはならない。

## 各言語における用法

### ラテン・アルファベット
エスペラント
ŭ は、/u̯/ を表す。
トルコ語等
ğ が使用されるが、実際にはほとんど発音されない（実質的に日本語の長音符と同様、直前の母音を伸ばす長音記号である）。
ベトナム語
ă は、短い /a/ を表す。
ルーマニア語
カチウラ（căciulă）という。ă は、非円唇中舌母音 /ə/ を表す。

### キリル・アルファベット
ウクライナ語、ブルガリア語、ベラルーシ語、ロシア語など、キリル文字を使用するスラブ系言語の一部では、/i/ を表す「И」にブレーヴェを添えた「Й」があり、上向き二重母音 ай, ой などの後半にもっぱら使用され、/j/ を表す。
また、ソビエト連邦時代以来キリル文字を採用している中央アジアやシベリアの諸言語でもこれに準ずるほか、こうした非スラブ系言語の場合は、йӕ, йӧ などのように母音の前に置かれたりもする。
й 以外には以下のものがある。
チュヴァシュ語
ă, ӗ が使われる。
ベラルーシ語
ў が使われ、/w/ を表す。
ウズベク語
ў が使われ、/o/ を表す。
ルーマニア語（キリル文字表記、沿ドニエストル共和国で現在も公式に使用）
ӂ が使われ、/dʒ/ を表す。

## 音声記号
国際音声記号では、「きわめて短い音」を意味する補助記号である。

## その他の用法
h に下つきのブレーヴェを加えた ḫ は、セム諸語やヒッタイト語などの翻字に用いられる。国際音声記号の/x/（無声軟口蓋摩擦音）に相当する。
朝鮮語のローマ字表記法のうち、マッキューン＝ライシャワー式では ŏ, ŭ を使用する。

## 符号位置
| 記号 | Unicode | JIS X 0213 | 文字参照       | 名称                                       |
| ---- | ------- | ---------- | -------------- | ------------------------------------------ |
| ˘    | U+02D8  | 1-10-2     | &#x2D8; &#728; | ブリーブ BREVE                             |
| ̆     | U+0306  | 1-11-55    | &#x306; &#774; | ブリーブ（合成可能）、超短 COMBINING BREVE |
| ̮     | U+032E  | -          | &#x32E; &#814; | COMBINING BREVE BELOW                      |

| 大文字 | Unicode | JIS X 0213 | 文字参照         | 小文字 | Unicode | JIS X 0213 | 文字参照         | 備考                                       |
| ------ | ------- | ---------- | ---------------- | ------ | ------- | ---------- | ---------------- | ------------------------------------------ |
| Ă      | U+0102  | 1-10-26    | &#x102; &#258;   | ă      | U+0103  | 1-10-41    | &#x103; &#259;   | ルーマニア語 ベトナム語 ブルガリア語の音写 |
| Ắ      | U+1EAE  |            | &#x1EAE; &#7854; | ắ      | U+1EAF  |            | &#x1EAF; &#7855; | ベトナム語                                 |
| Ằ      | U+1EB0  |            | &#x1EB0; &#7856; | ằ      | U+1EB1  |            | &#x1EB1; &#7857; | ベトナム語                                 |
| Ẳ      | U+1EB2  |            | &#x1EB2; &#7858; | ẳ      | U+1EB3  |            | &#x1EB3; &#7859; | ベトナム語                                 |
| Ẵ      | U+1EB4  |            | &#x1EB4; &#7860; | ẵ      | U+1EB5  |            | &#x1EB5; &#7861; | ベトナム語                                 |
| Ặ      | U+1EB6  |            | &#x1EB6; &#7862; | ặ      | U+1EB7  |            | &#x1EB7; &#7863; | ベトナム語                                 |
| Ĕ      | U+0114  |            | &#x114; &#276;   | ĕ      | U+0115  |            | &#x115; &#277;   |                                            |
| Ḝ      | U+1E1C  |            | &#x1E1C; &#7708; | ḝ      | U+1E1D  |            | &#x1E1D; &#7709; |                                            |
| Ğ      | U+011E  |            | &#x11E; &#286;   | ğ      | U+011F  |            | &#x11F; &#287;   | トルコ語等                                 |
| Ḫ      | U+1E2A  |            | &#x1E2A; &#7722; | ḫ      | U+1E2B  |            | &#x1E2B; &#7723; |                                            |
| Ĭ      | U+012C  |            | &#x12C; &#300;   | ĭ      | U+012D  |            | &#x12D; &#301;   |                                            |
| Ŏ      | U+014E  |            | &#x14E; &#334;   | ŏ      | U+014F  |            | &#x14F; &#335;   |                                            |
| Ŭ      | U+016C  | 1-10-62    | &#x16C; &#364;   | ŭ      | U+016D  | 1-10-68    | &#x16D; &#365;   | エスペラント 古代教会スラブ語の音写        |